# Булатович, Александр Иванович
Александр Иванович Булатович (1872 — ?) — русский военный  деятель,  полковник. Герой Первой мировой войны, участник Русско-японской войны.

## Биография
Из дворян, сын чиновника Бессарабской губернии.
В службу вступил в 1890 году после окончания гимназии. В 1893 году после окончания Одесского военного училища по  I разряду произведён в подпоручики и выпущен в Симбирский 24-й пехотный полк. В 1897 году произведён  в поручики, в 1901 году в штабс-капитаны.
С 1904 года участник Русско-японской войны, командир роты Подольского 55-го пехотного полка, был ранен и попал в плен под Мукденом. За боевые отличия в этой войне был награждён орденами Святого Станислава 3-й степени с мечами и бантом, Святой Анны 4-й степени «За храбрость» и Святого Владимира 4-й степени  с мечами и бантом. В 1905 году «за боевые отличия» был произведён в капитаны.
С 1914 года участник Первой мировой войны,  в составе Минского 54-го пехотного полка — командир роты и батальона. В 1915 году произведён в подполковники, в 1916 году в полковники — командир Модлинского 57-го пехотного полка.

Высочайшим приказом по армии и флоту от 9 сентября 1915 года  за храбрость был награждён орденом Святого Георгия 4-й степени: 
За то, что в бою 12 августа 1914 года у с. Подгайцы, командуя ротой и находясь в самых тяжёлых боевых условиях, имея перед собой превосходные силы противника, сильно укрепившегося на позиции, по собственному почину атаковал противника, троекратным ударом в штыки захватил важный участок позиции и пулемёт, после чего бой принял оборот в нашу пользу
После Октябрьской революции, с 1918 года участник Белого движения в составе Добровольческой армии и ВСЮР — командир роты 1-го Перекопского батальона.

## Награды
- Орден Святого Станислава 3-й степени с мечами и бантом (ВП 1905)
- Орден Святой Анны 4-й степени «За храбрость» (ВП 1905)
- Орден Святого Владимира 4-й степени  с мечами и бантом (ВП 1906)
- Орден Святого Георгия 4-й степени (ВП 09.09.1915)
- Орден Святого Владимира 3-й степени  с мечами (ВП 18.09.1917)